# سفارت جمهوری چک در لندن
سفارت جمهوری چک در لندن (به انگلیسی: Embassy of the Czech Republic) یک سفارت در بریتانیا است که در لندن واقع شده‌است.